# 존슨 컨트롤스

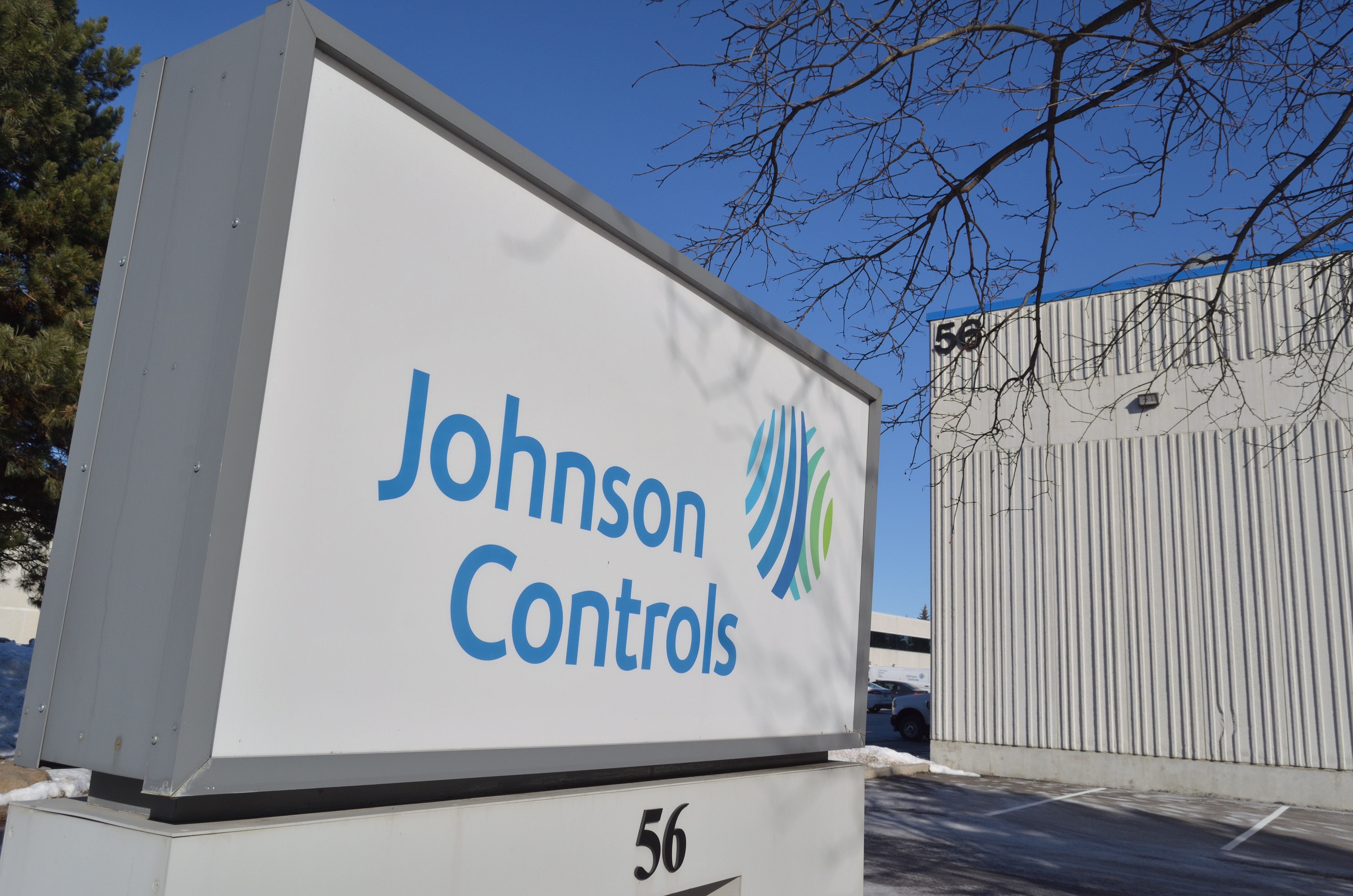
온타리오주의 존슨 컨트롤스 사무소

존슨 컨트롤스(Johnson Controls) 또는 존슨 컨트롤스 인터내셔널(Johnson Controls International)은 아일랜드 코크시에 본사를 둔, 아일랜드에 상주한 미국의 다국적 복합기업이다. 건물을 위한 불, 공기조화기술(HVAC), 보안 장비를 생산한다. 2019년 중순을 기준으로 6개 대륙에서 약 2,000개점이 있으며 직원 수는 105,000명이다. 2017년 기준으로 포춘 글로벌 500에서 389위를 차지했으나 본사가 미국 외 지역에 있다는 이유로 포춘 500 등재의 부적합 판정을 받았다.
이 기업은 미국 기업 존슨 컨트롤스와 타이코 인터내셔널의 합병을 통해 설립되었으며 2016년 1월 25일 발표되었다.